# Wang Yihan
Wang Yihan (王仪涵S, Wáng YíhánP; Shanghai, 18 gennaio 1988) è una giocatrice di badminton cinese.

## Palmarès
- Olimpiadi

Londra 2012: argento nel singolo.
- Mondiali

Londra 2011: oro nel singolo.
- World Cup

Yiyang 2006: oro nel singolo.
- Campionati asiatici

Suwon 2009: bronzo nel singolo.
Chengdu 2011: oro nel singolo.
Qingdao 2012: argento nel singolo.
Taipei 2013: oro nel singolo.
Wuhan 2015: bronzo nel singolo.
Wuhan 2016: oro nel singolo.
- Giochi asiatici

Incheon 2014: oro a squadre, oro nel singolo.
- Uber Cup

Kuala Lumpur 2010: argento a squadre.
Wuhan 2012: oro a squadre.
Nuova Delhi 2014: oro a squadre.
Kunshan 2016: oro a squadre.
- Sudirman Cup

Canton 2009: oro a squadre.
Kuala Lumpur 2013: oro a squadre.
Dongguan 2015: oro a squadre.
- Mondiali - Juniores

Incheon 2006: oro nel singolo ragazze, argento a squadre miste.
- Asiatici - Juniores

2006: argento nel singolo ragazze.